# Cementiri de Pontós
El Cementiri de Pontós és una obra de Pontós (Alt Empordà) inclosa a l'Inventari del Patrimoni Arquitectònic de Catalunya. Situat al nord-est del nucli urbà de la població de Pontós, pel carrer de Figueres.

## Descripció
Recinte de planta rectangular delimitat per una tanca bastida en pedra, tot i que arrebossada i emblanquinada. El portal d'accés, situat a la façana sud-oest, és d'arc de mig punt emmarcat per dues pilastres i rematat per un coronament triangular. Tant les pilastres com el coronament estan rematats per capitells motllurats i emblanquinats, el central amb una creu de ferro i la data 1905. A l'interior, el recinte presenta un carrer central enjardinat que porta a la capella, coberta per una volta de canó de maó pla emblanquinada interiorment. El portal d'accés és de mig punt, amb impostes motllurades i emmarcament arrebossat. Aquest frontis està rematat per un coronament triangular amb una creu de pedra. Adossats als murs laterals hi ha els nínxols. Estan organitzats en cossos rectangulars amb les cobertes de teula d'un sol vessant, distribuïts en tres filades i emblanquinats. A la cantonada de ponent hi ha l'edifici dels serveis, amb teulada de dos vessants.

## Història
Cementiri bastit a inicis del segle xx, com ho testimonia la data forjada sobre la porta d'accés principal (1905). Com molts altres cementiris municipals, té el seu origen en la disposició reial de Carles III que vers el final del segle xviii ordenà que la construcció dels cementiris fos fora de les poblacions per així evitar problemes relacionats amb la higiene i la salut. Així i tot, aquesta tendència no es va generalitzar fins a la segona meitat del segle xx.